# Міжнародний аеропорт Фуаамоту
Міжнародний аеропорт Фуаамоту (англ. Fua’amotu International Airport) — єдиний аеропорт в королівстві Тонга, має злітно-посадкову смугу з твердим покриттям (аеропорт Вавау має бітумну смугу обмеженою вантажопідйомності). Аеропорт знаходиться в 35 км від столиці королівства р. Нукуалофа на острові Тонгатапу, найближчі населені пункти — села Фуаамоту і Пелехаке. Знаходиться на висоті 38 метрів над рівнем моря. В аеропорту так само базується морська авіація ВМС Тонга.

## Історія
Перша смуга була побудована для американських військових (планували використовувати важкі бомбардувальники типу B-17, B-24 і B-29) під час Другої світової війни (1942 році). Регулярні рейси почалися в 1949 році (перший напрямок — Фіджі). На початку 70-х років аеропорт модернізований для прийому реактивних літаків з обмеженнями по масі всіх типів (так, заборонена посадка Boeing-747, але були вчинені злітно-посадкові операції російським транспортним літаком АН-124 «Руслан»).

## Інфраструктура
Має дві смуги: 11/29 довжиною 2681 м з асфальтовим покриттям і 17/35 довжиною 1509 м з посиленим ґрунтовим покриттям. Аеропорт оснащений системами навігації VOR / DME (114,5) і NDB (245), що дозволяють використовувати основну смугу в поганих метеоумовах.

## Авіалінії і пункти призначення

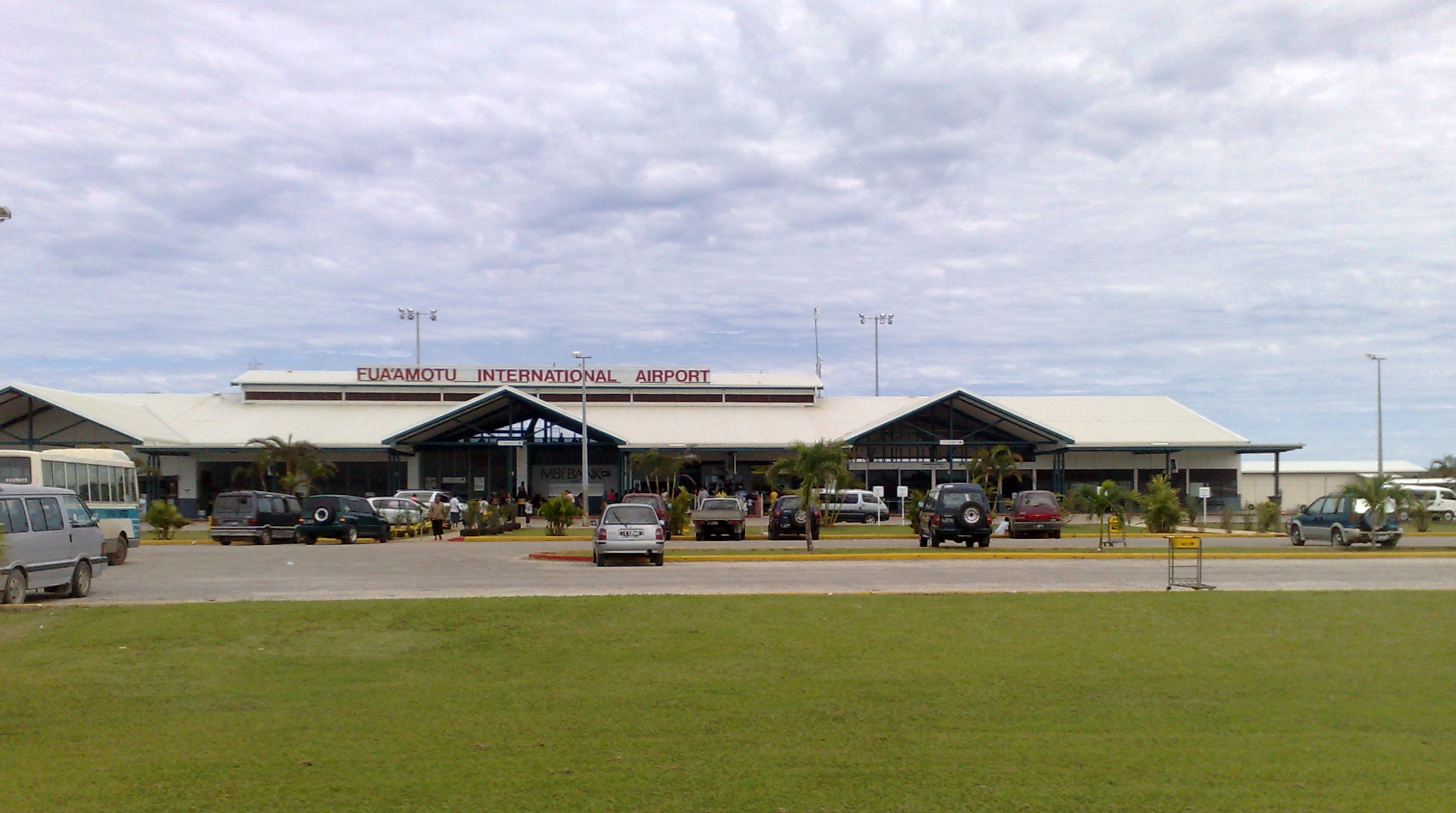
Пасажирський термінал міжнародного аеропорту Фуаамоту

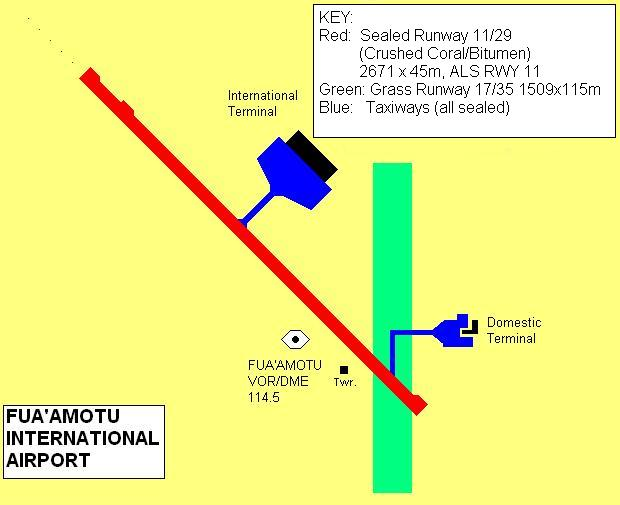
Схема розташування ВВП

| Авіакомпанія                                    | Пункт призначення                                                          |
| ----------------------------------------------- | -------------------------------------------------------------------------- |
| Air New Zealand                                 | Окленд                                                                     |
| Air Pacific                                     | Наді                                                                       |
| Air Pacific оператор Pacific Sun                | Сува                                                                       |
| Virgin Australia оператор Pacific Blue Airlines | Окленд, Сідней                                                             |
| REALtonga                                       | Внутрішні рейси між аеропортами Вавау, Еуа, Ніуатопутапу, Ліфука, Ніуафооу |

### Чартерні
| Авіакомпанія        | Пункт призначення |
| ------------------- | ----------------- |
| Polynesian Airlines | Апіа              |

## Цікаві факти
- Аеропорт за законом закритий у неділю. Його використання в цей день можливо лише у випадку надзвичайної ситуації за рішенням короля або прем'єр-міністра.
- Britten-Norman Islander компанії Chathams Pacific Airlines використовується на одній із самих коротких регулярних авіаліній між островами Еуа і Міжнародним аеропортом Фуаамоту. Час польоту становить від 7 до 8 хвилин (всього близько 40 км).